# Kazimierz Bielawski (poseł)
Kazimierz Bielawski herbu Zaremba – podkomorzy wołkowyski, pisarz ziemski wołkowyski, marszałek powiatu wołkowyskiego w konfederacji radomskiej w 1767 roku, marszałek powiatu wołkowyskiego w konfederacji barskiej.

## Życiorys
W załączniku do depeszy z 2 października 1767 roku do prezydenta Kolegium Spraw Zagranicznych Imperium Rosyjskiego Nikity Panina, poseł rosyjski Nikołaj Repnin określił go jako posła właściwego dla realizacji rosyjskich planów na sejmie 1767 roku, poseł powiatu wołkowyskiego na sejm 1767 roku.